# Isalnum
isalnum — функция стандартной библиотеки языка C, подключаемая в заголовочном файле ctype.h. Функция проверяет, является ли аргумент c типа int буквой или цифрой.
Прототип функции: int isalnum(int c);. Возвращает 0 если аргумент не является цифрой или буквой и ненулевое значение в противном случае.
Функция появилась в стандарте C89. Логически является объединением возможности функций isalpha и isdigit.

## Пример использования
```
// Программа извлекает символы из потока stdin и отображает каждую цифру или латинскую букву.

#include
 
<ctype.h>

#include
 
<stdio.h>

void
 
main
(
void
)

{

  
char
 
ch
;

  
do

  
{

    
ch
 
=
 
fgetc
(
stdin
);

    
if
 
(
isalnum
(
ch
))

      
printf
(
"Символ %c является латинскоалфавитно-цифровым.
\n
"
,
 
ch
);

  
}

  
while
 
(
ch
 
!=
 
EOF
);

}

```